# Siemion Ławoczkin
Siemion Aleksiejewicz Ławoczkin (ros. Семён Алексеевич Лавочкин; ur. 29 sierpnia?/11 września 1900 w Rosławiu niedaleko Smoleńska, zm. 9 czerwca 1960) – rosyjski konstruktor lotniczy, założyciel eksperymentalnego biura projektowego OKB-301].
Projektowane pod kierunkiem Ławoczkina samoloty otrzymywały oznaczenia Ła. Szczególnie znane są samoloty myśliwskie Ła-5, Ła-7 oraz Ła-11.
Po przerwanych studiach prawniczych, wstąpił do Instytutu Techniki, gdzie otrzymał dyplom inżyniera w 1927. Pracował w różnych zakładach i biurach konstrukcyjnych. Zaprojektował wraz z Luszynem pierwszy swój samolot myśliwski LŁ-1. W 1939 został kierownikiem samodzielnego biura konstrukcyjnego. Wraz ze współkonstruktorami Gorbunowem (szef jednego z wydziałów Ludowego Komisariatu Przemysłu Lotniczego ZSRR) i Gudkowem stworzyli samoloty ŁaGG-1 i ŁaGG-3. W 1942 powstał udany samolot myśliwski Ła-5. Późniejsze wersje Ła-7, Ła-9, Ła-11 były gruntownymi modernizacjami pierwowzoru. Ławoczkin konstruował także samoloty odrzutowe Ła-150, Ła-156, Ła-174, które były konkurentami samolotów MiG-15 i Jak-15. Był deputowanym do Rady Najwyższej ZSRR od 3 do 5 kadencji.
Konstruktor zmarł nagle w 1960.